# Leichtathletik-Europameisterschaften 2022/Weitsprung der Männer

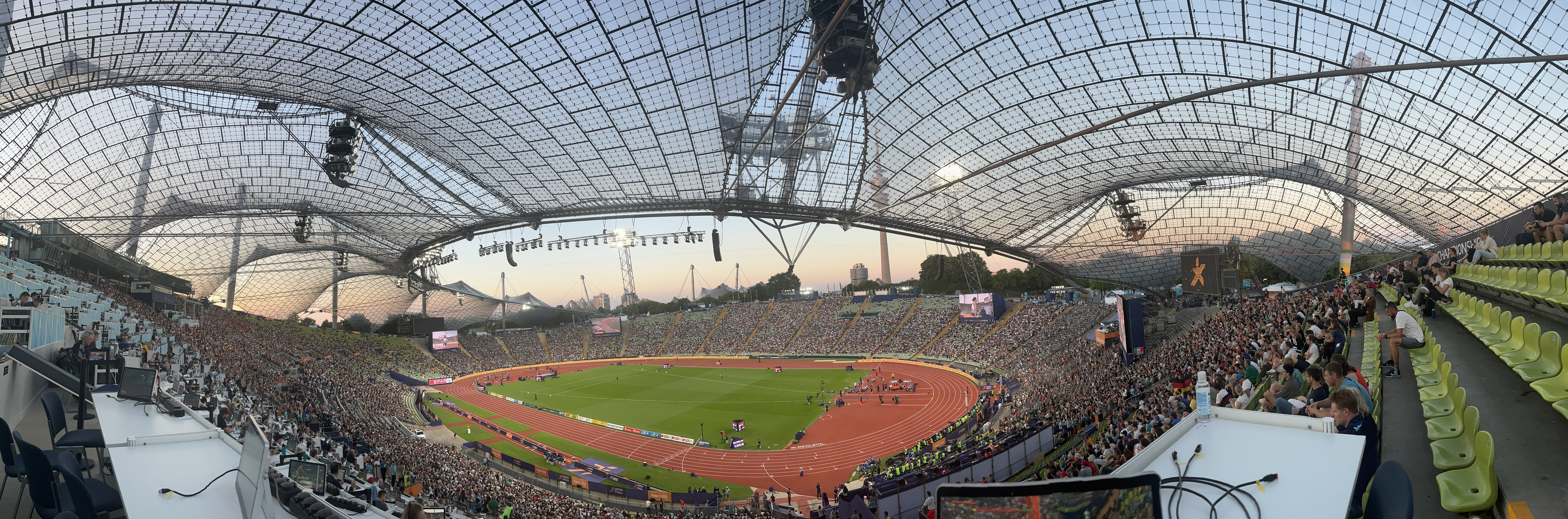
Das Olympiastadion in München während der Europameisterschaften 2022

Der Weitsprung der Männer bei den Leichtathletik-Europameisterschaften 2022 wurde am 15. und 16. August 2022 im Olympiastadion der deutschen Stadt München ausgetragen.
Europameister wurde der griechische Titelverteidiger, aktuelle Olympiasieger und amtierende Vizeweltmeister Miltiadis Tendoglou. Er gewann vor dem Schweden Thobias Montler. Bronze ging an den Franzosen Jules Pommery.

## Rekorde

### Bestehende Rekorde
| Weltrekord           | 8,95 m | Mike Powell    | WM Tokio, Japan                          | 30. August 1991 |
| Europarekord         | 8,86 m | Robert Emmijan | Zaghkadsor, Sowjetunion (heute Armenien) | 22. Mai 1987    |
| Meisterschaftsrekord | 8,47 m | Christian Reif | EM Barcelona, Spanien                    | 1. August 2010  |

### Rekordverbesserung
Der griechische Europameister Miltiadis Tendoglou verbesserte den bestehenden EM-Rekord im Finale am 16. August mit seinem vierten Sprung bei einem Rückenwind von 0,3 m/s um fünf Zentimeter auf 8,52 m. Zum Europarekord fehlten ihm 34, zum Weltrekord 43 Zentimeter.

## Windbedingungen
In den folgenden Ergebnisübersichten sind die Windbedingungen zu den einzelnen Sprüngen benannt. Der erlaubte Grenzwert liegt bei zwei Metern pro Sekunde. Bei stärkerer Windunterstützung wird die Weite für den Wettkampf gewertet, findet jedoch keinen Eingang in Rekord- und Bestenlisten.
Hier in München gab es keinen einzigen gültigen Sprung mit einer Rückenwindunterstützung über dem erlaubten Limit.

## Legende
Kurze Übersicht zur Bedeutung der Symbolik – so üblicherweise auch in sonstigen Veröffentlichungen verwendet:
| CR  | Championshiprekord                    |
| NM  | keine Weite (no mark)                 |
| ogV | ohne gültigen Versuch                 |
| –   | verzichtet                            |
| x   | ungültig                              |
| r   | Wettkampf nicht fortgesetzt (retired) |

## Qualifikation
15. August 2022, 12:10 Uhr MESZ
25 Teilnehmer traten in zwei Gruppen zur Qualifikationsrunde an. Einer von ihnen (hellblau unterlegt) übertraf die Qualifikationsweite für den direkten Finaleinzug von 8,05 m. Damit war die Mindestzahl von zwölf Finalteilnehmern nicht erreicht. Das Finalfeld wurde mit den elf nächstplatzierten Sportlern (hellgrün unterlegt) auf zwölf Springer aufgefüllt. So reichten für die Finalteilnahme schließlich 7,74 m.

### Gruppe A

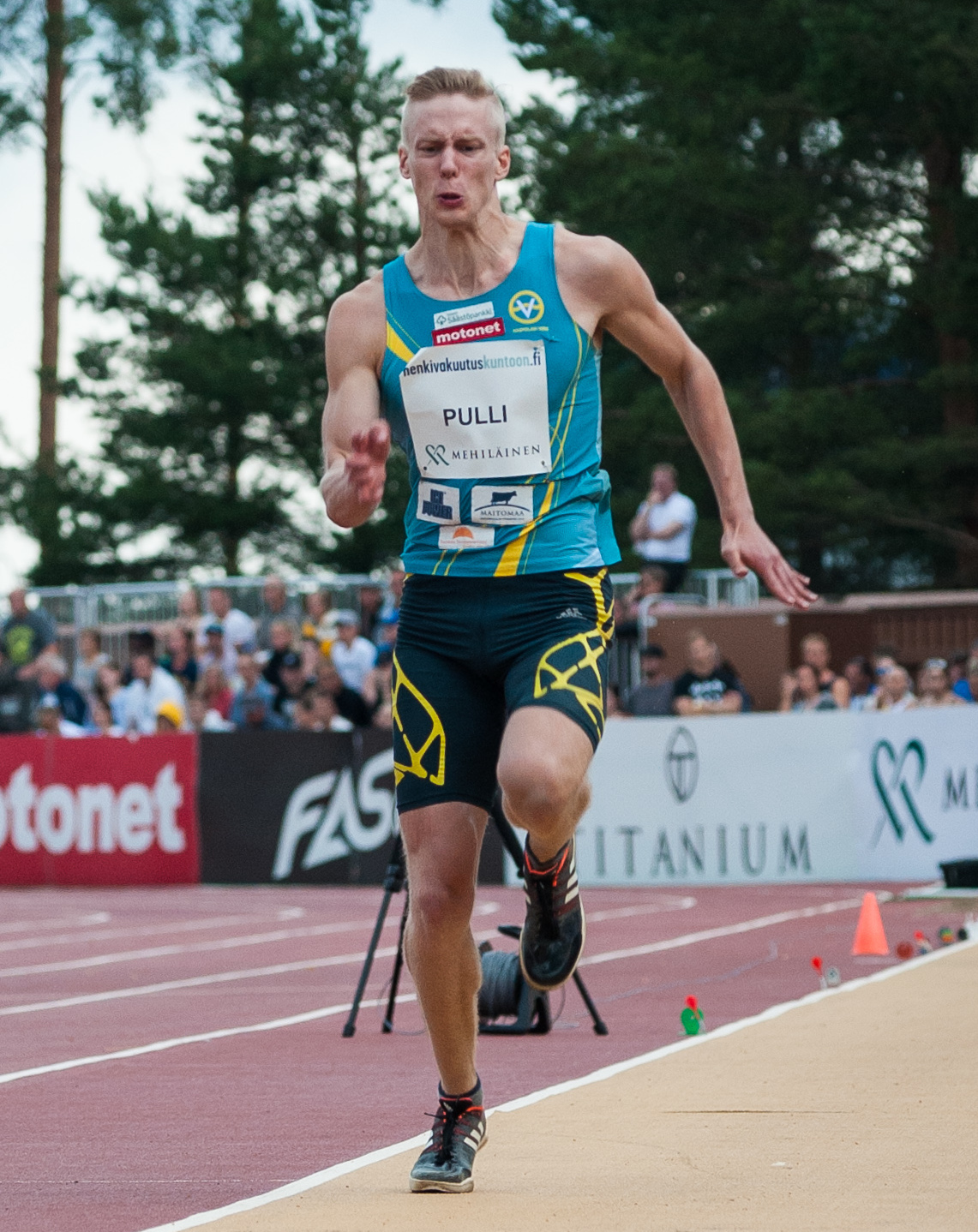
Kristian Pulli – ausgeschieden mit 7,70 m
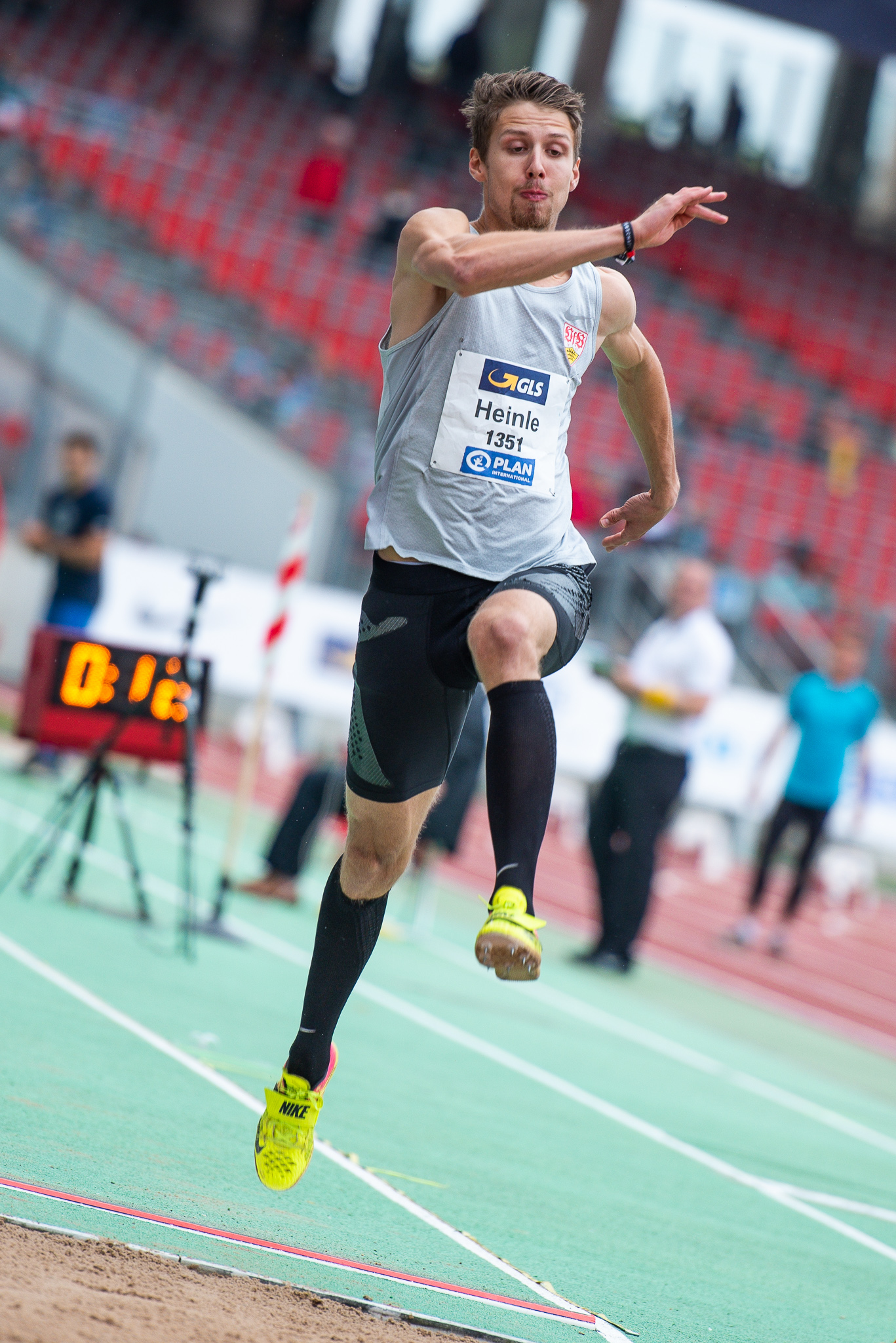
Fabian Heinle – ausgeschieden mit 7,64 m
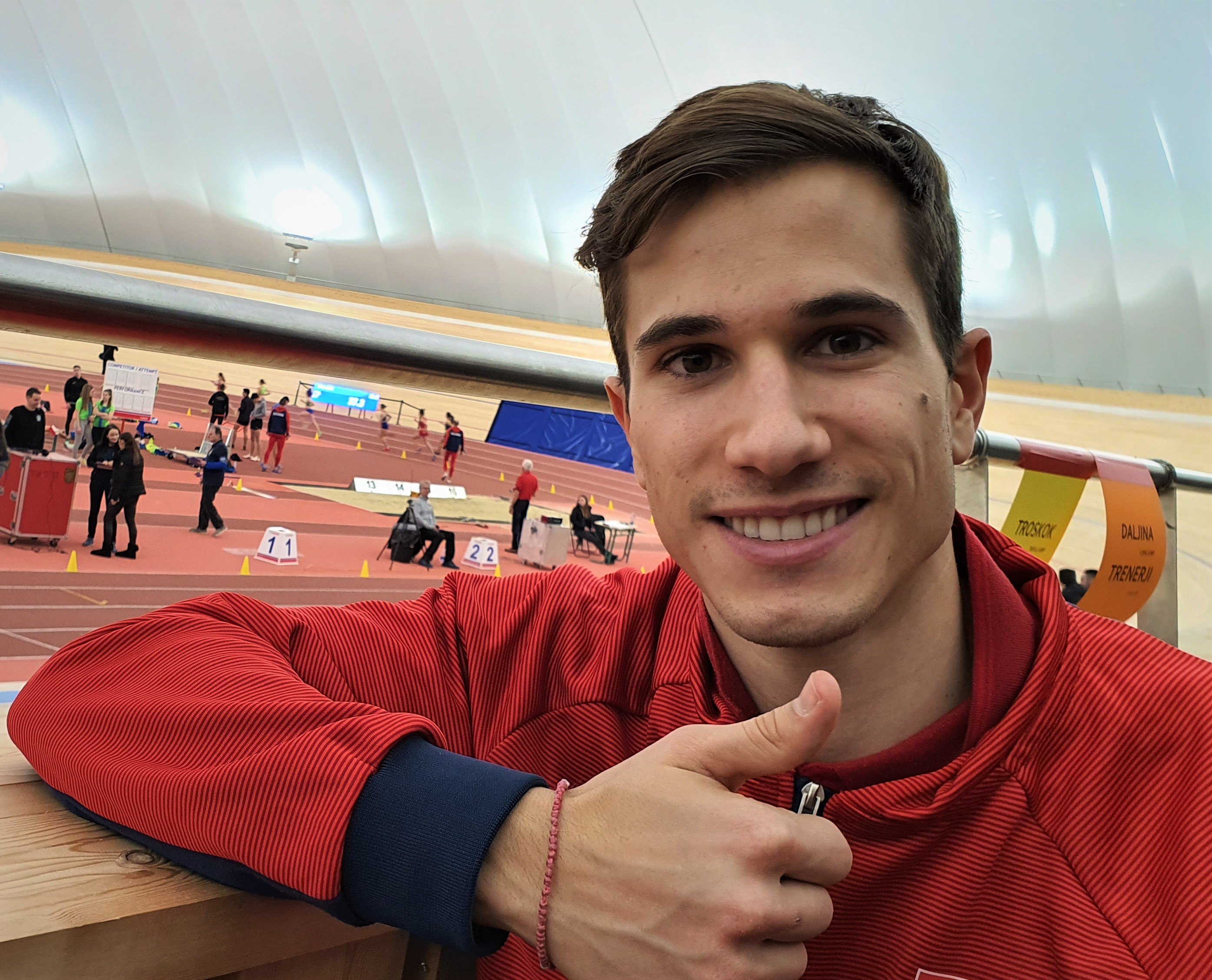
Strahinja Jovančević – ausgeschieden mit 7,34 m

| Platz | Name                      | Nation         | Resultat (m) | 1. Versuch (m) Wind (m/s) | 2. Versuch (m) Wind (m/s) | 3. Versuch (m) Wind (m/s) |
| 1     | Miltiadis Tendoglou       | Griechenland   | 7,94         | 7,66 / +0,3               | 7,80 / +0,6               | 7,94 / +0,4               |
| 2     | Eusebio Cáceres           | Spanien        | 7,93         | 7,93 / +0,1               | –                         | –                         |
| 3     | Jacob Fincham-Dukes       | Großbritannien | 7,86         | 7,46 / −1,5               | 7,86 / +1,5               | –                         |
| 4     | Radek Juška               | Tschechien     | 7,80         | 7,03 / −0,1               | x                         | 7,80 / −0,9               |
| 5     | Marko Čeko                | Kroatien       | 7,74         | 7,64 / −1,3               | 7,52 / −0,9               | 7,74 / −0,8               |
| 6     | Ingar Kiplesund           | Norwegen       | 7,74         | x                         | x                         | 7,74 / +1,2               |
| 7     | Kristian Pulli            | Finnland       | 7,70         | x                         | 7,61 / −2,6               | 7,70 / +0,6               |
| 8     | Fabian Heinle             | Deutschland    | 7,64         | 7,07 / −0,6               | 7,60 / −1,1               | 7,64 / ±0,0               |
| 9     | Gabriel Bitan             | Rumänien       | 7,64         | 7,64 / −1,2               | x                         | 7,64 / −1,2               |
| 10    | Benjamin Gföhler          | Schweiz        | 7,49         | x                         | x                         | 7,49 / +0,2               |
| 11    | Strahinja Jovančević      | Serbien        | 7,34         | 7,34 / +0,3               | x                         | x                         |
| NM    | Tom Campagne              | Frankreich     | ogV          | x                         | x                         | x                         |
| NM    | Hans-Christian Hausenberg | Estland        | ogV          | x                         | x                         | x                         |

### Gruppe B

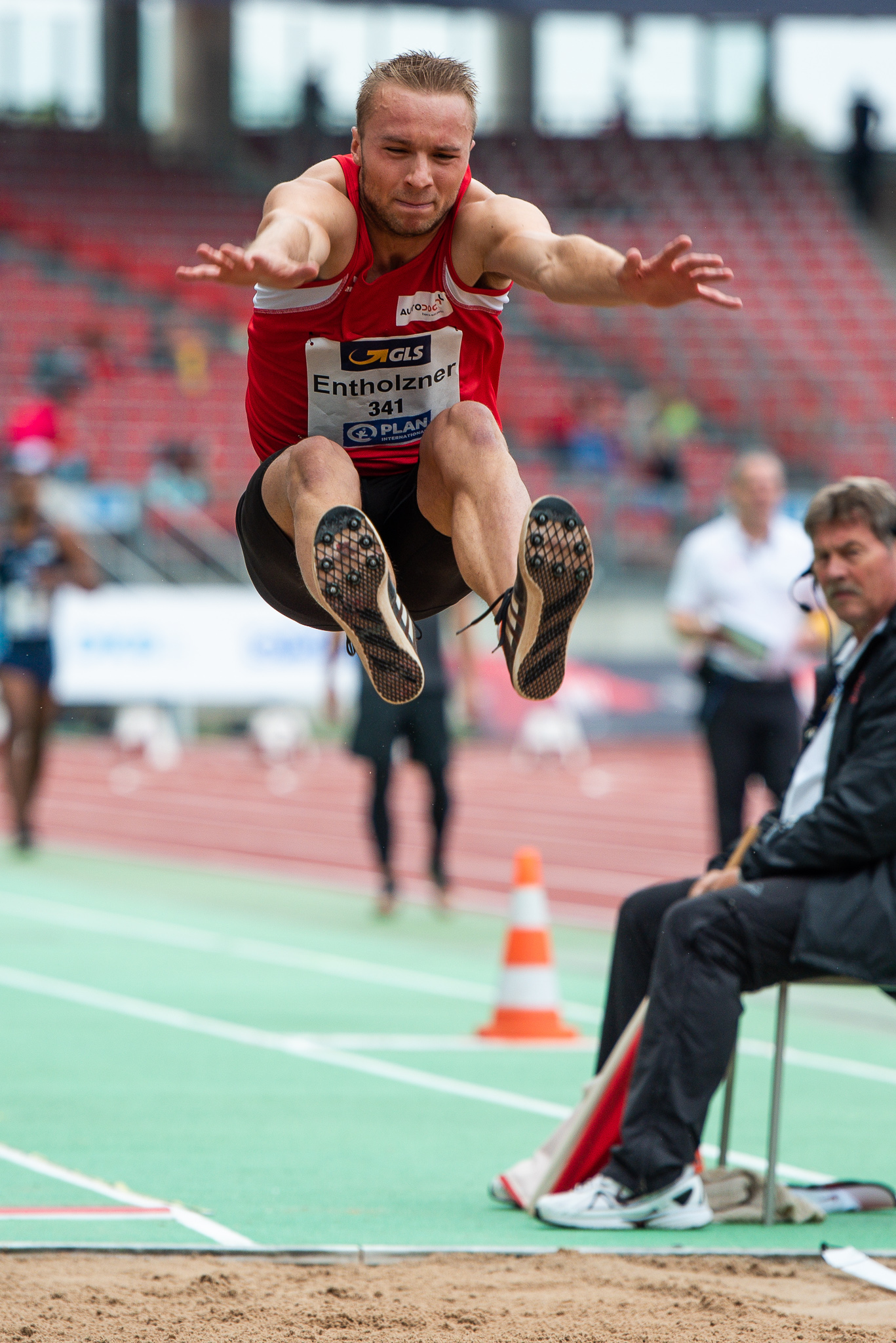
Maximilian Entholzner – ausgeschieden mit 5,63 m

| Platz | Name                  | Nation         | Resultat (m) | 1. Versuch (m) Wind (m/s) | 2. Versuch (m) Wind (m/s) | 3. Versuch (m) Wind (m/s) |
| 1     | Thobias Montler       | Schweden       | 8,06         | 8,06 / −1,4               | –                         | –                         |
| 2     | Lazar Anić            | Serbien        | 7,86         | 7,82 / −1,2               | 7,86 / −0,3               | x                         |
| 3     | Jules Pommery         | Frankreich     | 7,83         | 7,76 / −0,9               | 7,83 / −1,0               | x                         |
| 4     | Henrik Flåtnes        | Norwegen       | 7,79         | 7,68 / −0,9               | x                         | 7,79 / +1,1               |
| 5     | Reynold Banigo        | Großbritannien | 7,75         | 7,52 / −0,3               | x                         | 7,75 / −0,6               |
| 6     | Héctor Santos         | Spanien        | 7,75         | x                         | 7,51 / −0,6               | 7,75 / +0,6               |
| 7     | Augustin Bey          | Frankreich     | 7,73         | x                         | 7,44 / −0,7               | 7,73 / −0,2               |
| 8     | Jack Roach            | Großbritannien | 7,35         | x                         | 7,35 / −3,1               | x                         |
| 9     | Filip Pravdica        | Kroatien       | 6,95         | x                         | x                         | 6,95 / +1,0               |
| 10    | Maximilian Entholzner | Deutschland    | 5,63         | x                         | x                         | 5,63 / −0,5               |
| NM    | Valentin Toboc        | Rumänien       | ogV          | x                         | x                         | x                         |
| NM    | Piotr Tarkowski       | Polen          | ogV          | x                         | r                         |                           |

## Finale
16. August 2022, 20:27 Uhr MESZ
| Platz | Name                | Nation         | Resultat (m) | 1. Versuch (m) Wind (m/s) | 2. Versuch (m) Wind (m/s) | 3. Versuch (m) Wind (m/s) | 4. Versuch (m) Wind (m/s)                | 5. Versuch (m) Wind (m/s)                | 6. Versuch (m) Wind (m/s)                |
| 1     | Miltiadis Tendoglou | Griechenland   | 8,52 CR      | x                         | 8,23 / +0,2               | 8,35 / −1,3               | 8,52 / +0,3                              | –                                        | –                                        |
| 2     | Thobias Montler     | Schweden       | 8,06000      | 7,95 / ±0,0               | 7,88 / +0,1               | 7,93 / −0,2               | x                                        | x                                        | 8,06 / −0,5                              |
| 3     | Jules Pommery       | Frankreich     | 8,06000      | 7,56 / +0,9               | 7,85 / ±0,0               | x                         | 8,06 / −0,4                              | 7,7 / +0,2                               | 5,67 / −0,2                              |
| 4     | Eusebio Cáceres     | Spanien        | 7,98000      | 7,87 / +0,5               | 7,86 / −0,4               | x                         | 7,56 / −0,2                              | 7,98 / +0,2                              | x                                        |
| 5     | Jacob Fincham-Dukes | Großbritannien | 7,97000      | x                         | 7,63 / −0,4               | 7,97 / −0,3               | 7,15 / +0,1                              | x                                        | 7,72 / −0,3                              |
| 6     | Henrik Flåtnes      | Norwegen       | 7,83000      | 7,47 / +0,5               | 7,50 / −0,3               | 7,83 / −0,2               | x                                        | x                                        | x                                        |
| 7     | Héctor Santos       | Spanien        | 7,82000      | 7,65 / +0,5               | x                         | 7,81 / −0,8               | x                                        | 7,82 / +0,3                              | 7,64 / ±0,0                              |
| 8     | Marko Čeko          | Kroatien       | 7,77000      | 7,57 / +0,3               | x                         | 7,77 / −0,8               | 7,38 / −0,3                              | 7,66 / +0,3                              | 7,59 / +0,5                              |
| 9     | Radek Juška         | Tschechien     | 7,66000      | x                         | 7,36 / −0,6               | 7,66 / −0,3               | nicht im Finale der besten acht Springer | nicht im Finale der besten acht Springer | nicht im Finale der besten acht Springer |
| 10    | Reynold Banigo      | Großbritannien | 7,66000      | 7,66 / +0,3               | x                         | 7,04 / −0,6               | nicht im Finale der besten acht Springer | nicht im Finale der besten acht Springer | nicht im Finale der besten acht Springer |
| 11    | Lazar Anić          | Serbien        | 7,37000      | x                         | x                         | 7,37 / +0,2               | nicht im Finale der besten acht Springer | nicht im Finale der besten acht Springer | nicht im Finale der besten acht Springer |
| NM    | Ingar Kiplesund     | Norwegen       | ogV000       | x                         | x                         | x                         | nicht im Finale der besten acht Springer | nicht im Finale der besten acht Springer | nicht im Finale der besten acht Springer |

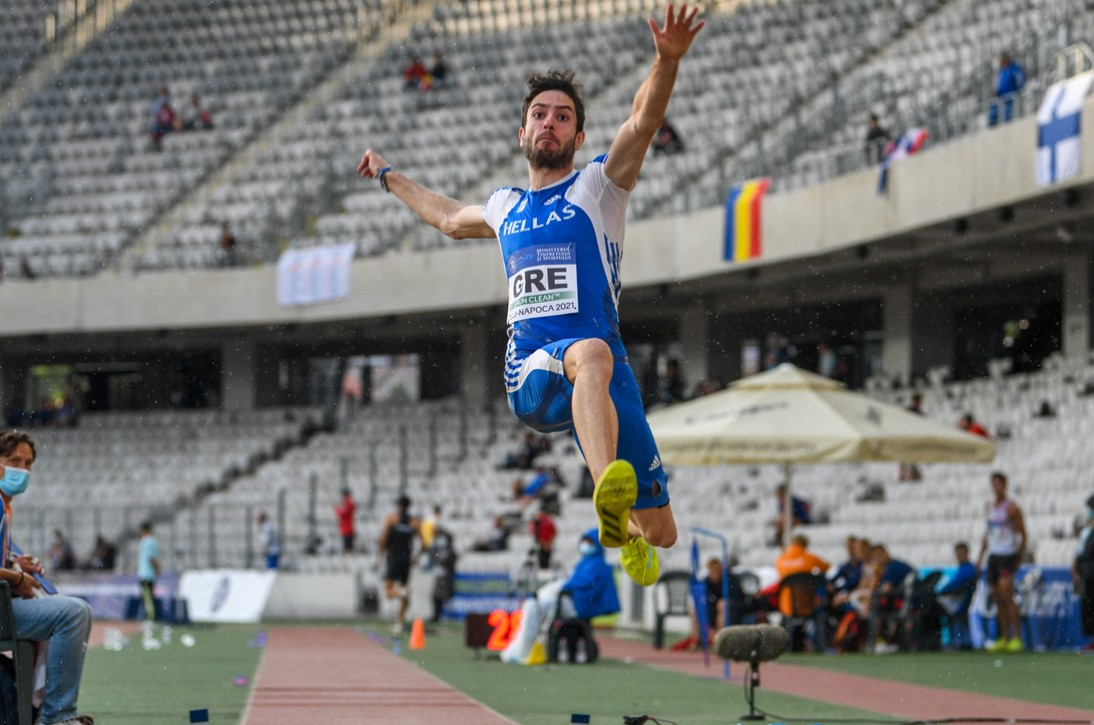
Miltiadis Tendoglou verteidigte seinen Titel mit erheblichem Vorsprung

Abgesehen vom griechischen Titelverteidiger Miltiadis Tendoglou blieb der Weitsprungwettbewerb bei diesen Europameisterschaften auf einem bescheidenen Niveau. Mit seinem vierten Sprung erzielte Tendoglou 8,52 m und stellte damit einen neuen Meisterschaftsrekord auf. Außer ihm übertrafen nur noch die beiden anderen Medaillengewinner – Thobias Montler aus Schweden und der Franzose Jules Pommery – mit jeweils 8,06 m die Marke von acht Metern. Die Entscheidung über Silber und Bronze fiel über den zweitbesten Sprung der beiden Athleten. Montler war im zweiten Durchgang 7,95 m weit gesprungen, Pommery hatte – ebenfalls aus Runde zwei – 7,85 m als zweitbestes Ergebnis zu Buche stehen.
Der Spanier Eusebio Cáceres wurde Vierter mit 7,99 m, erzielt mit seinem fünften Sprung. In Durchgang drei sprang der Brite Jacob Fincham-Dukes 7,97 m weit, was ihm Rang fünf einbrachte. Dem Norweger Henrik Flåtnes genügten für den sechsten Platz 7,83 m aus Runde drei.

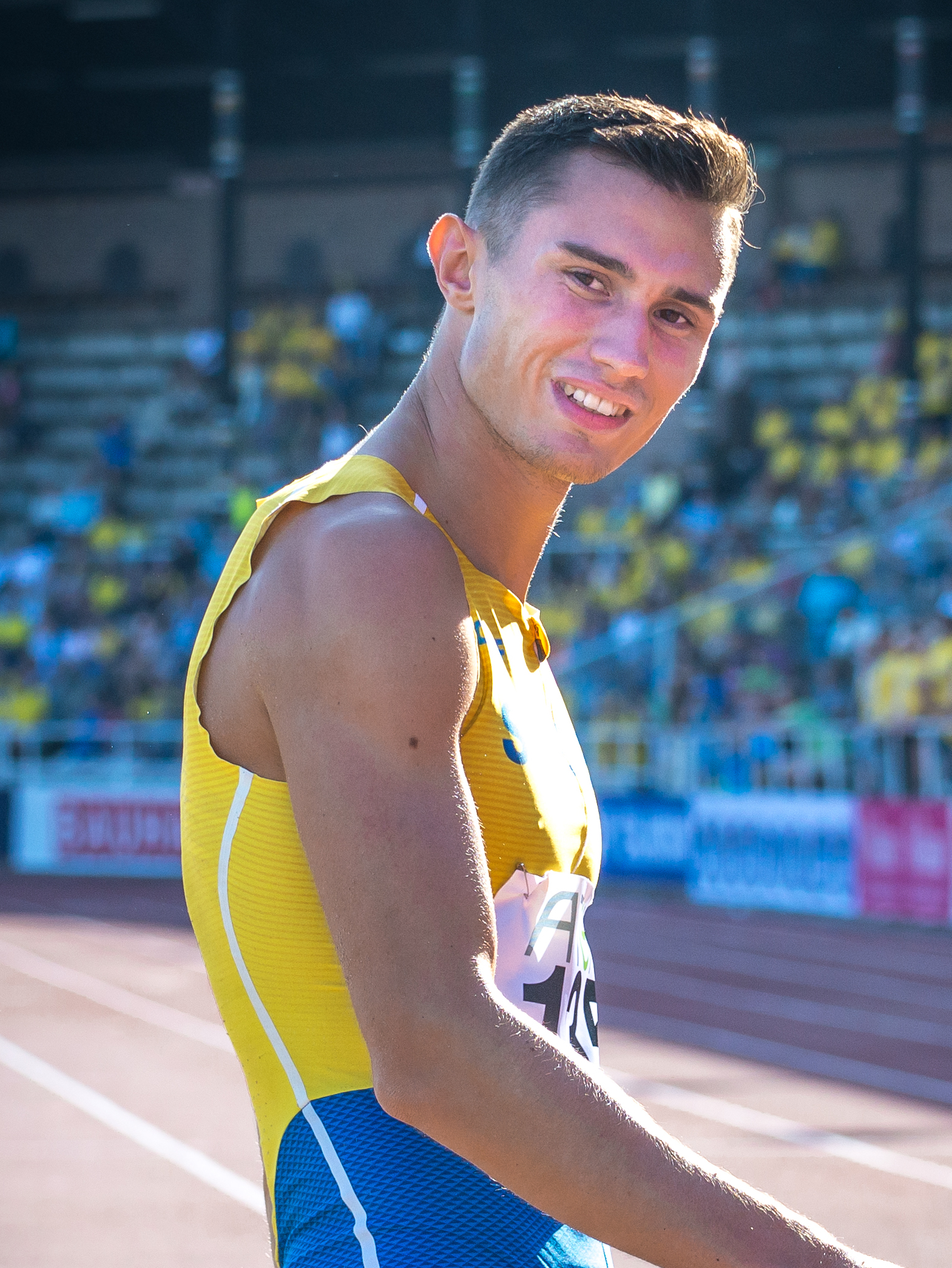
Vizeeuropameister Thobias Montler
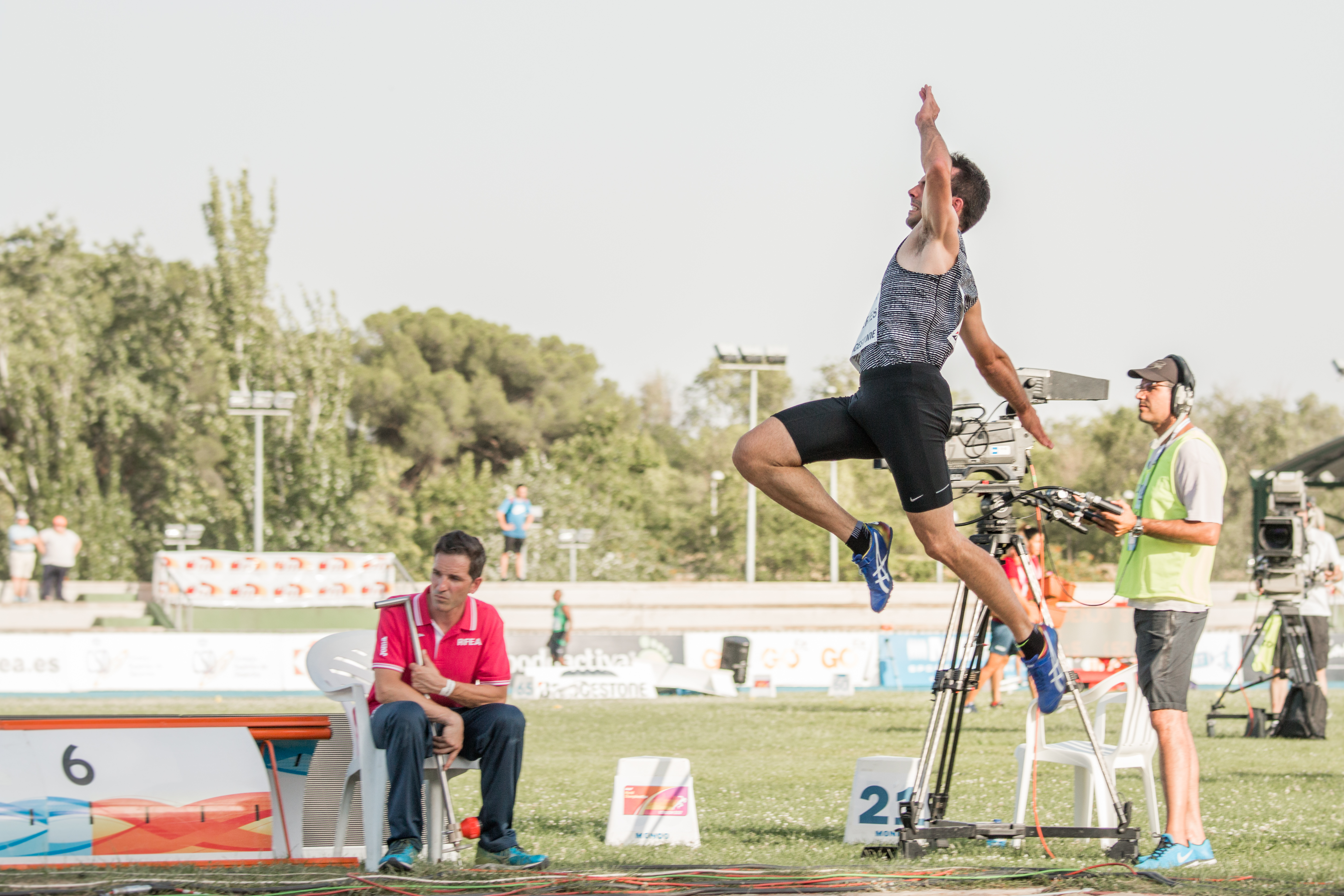
Eusebio Cáceres belegte Rang vier
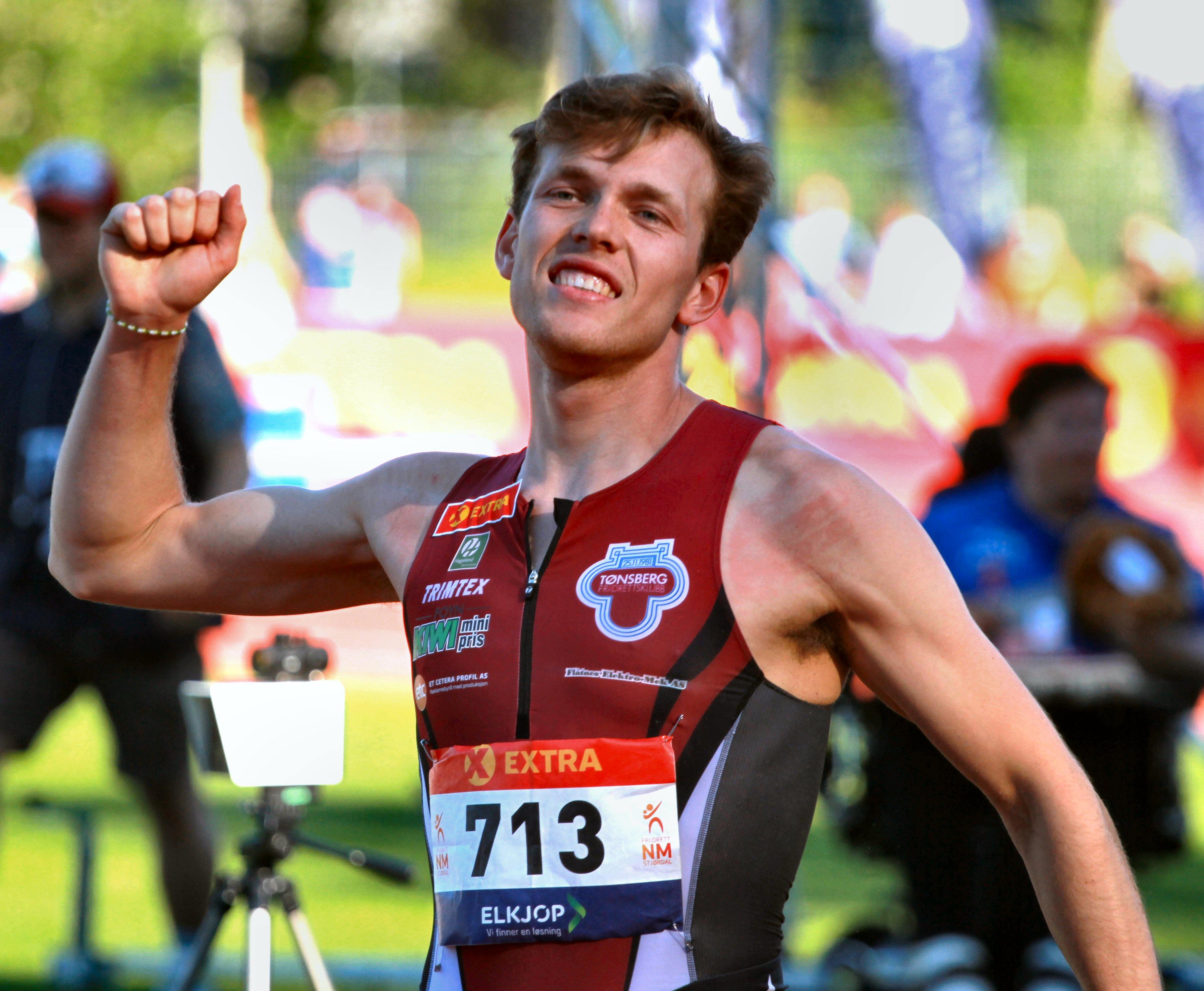
Der sechstplatzierte Henrik Flåtnes
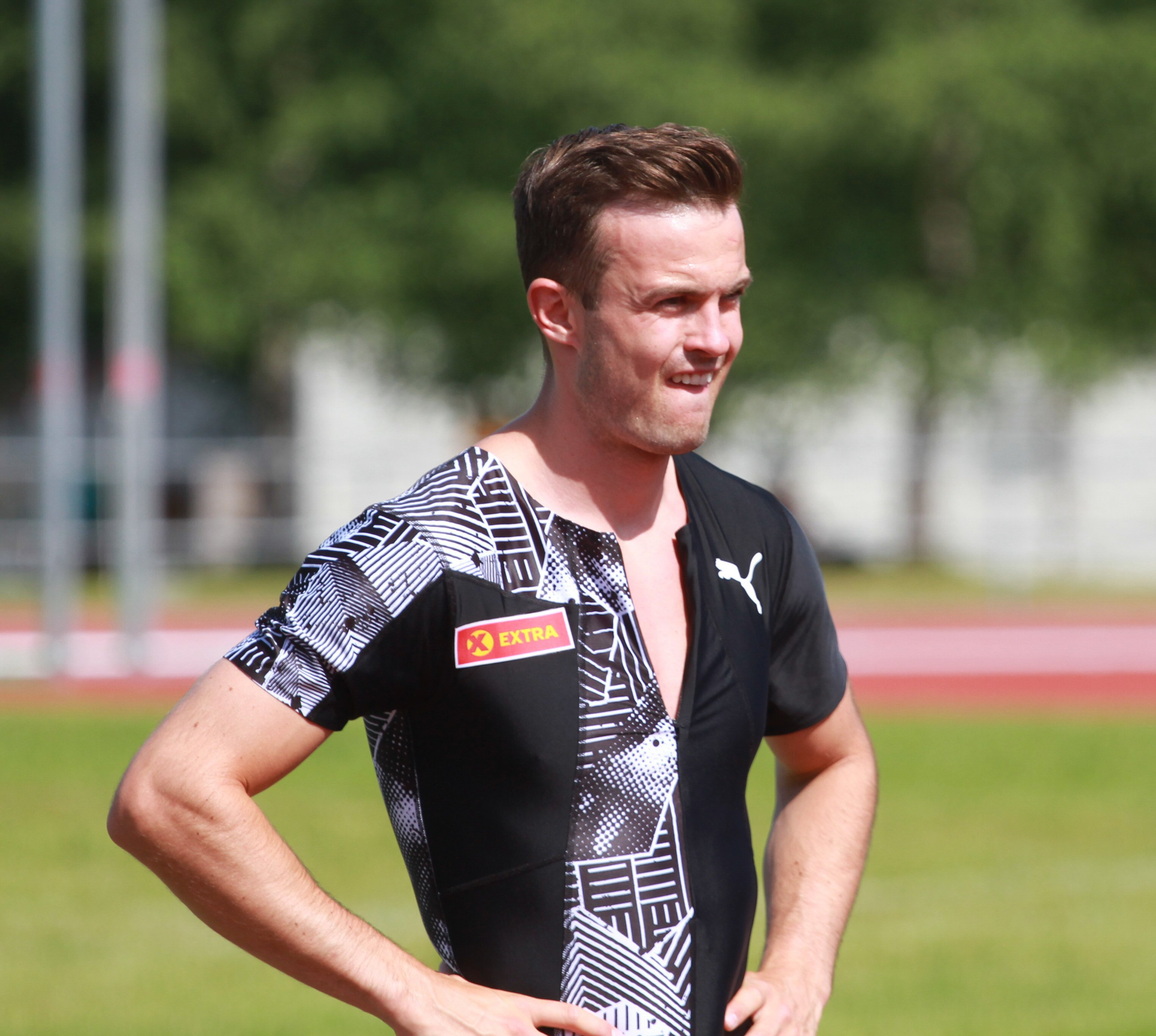
Ingar Kiplesund blieb im Finale ohne gültigen Versuch

## Videolink
- Men's Top 3 Long Jumps | European Athletics Championships | Munich 2022, youtube.com, abgerufen am 6. April 2023